# Paris-Le Bourgets flygplats

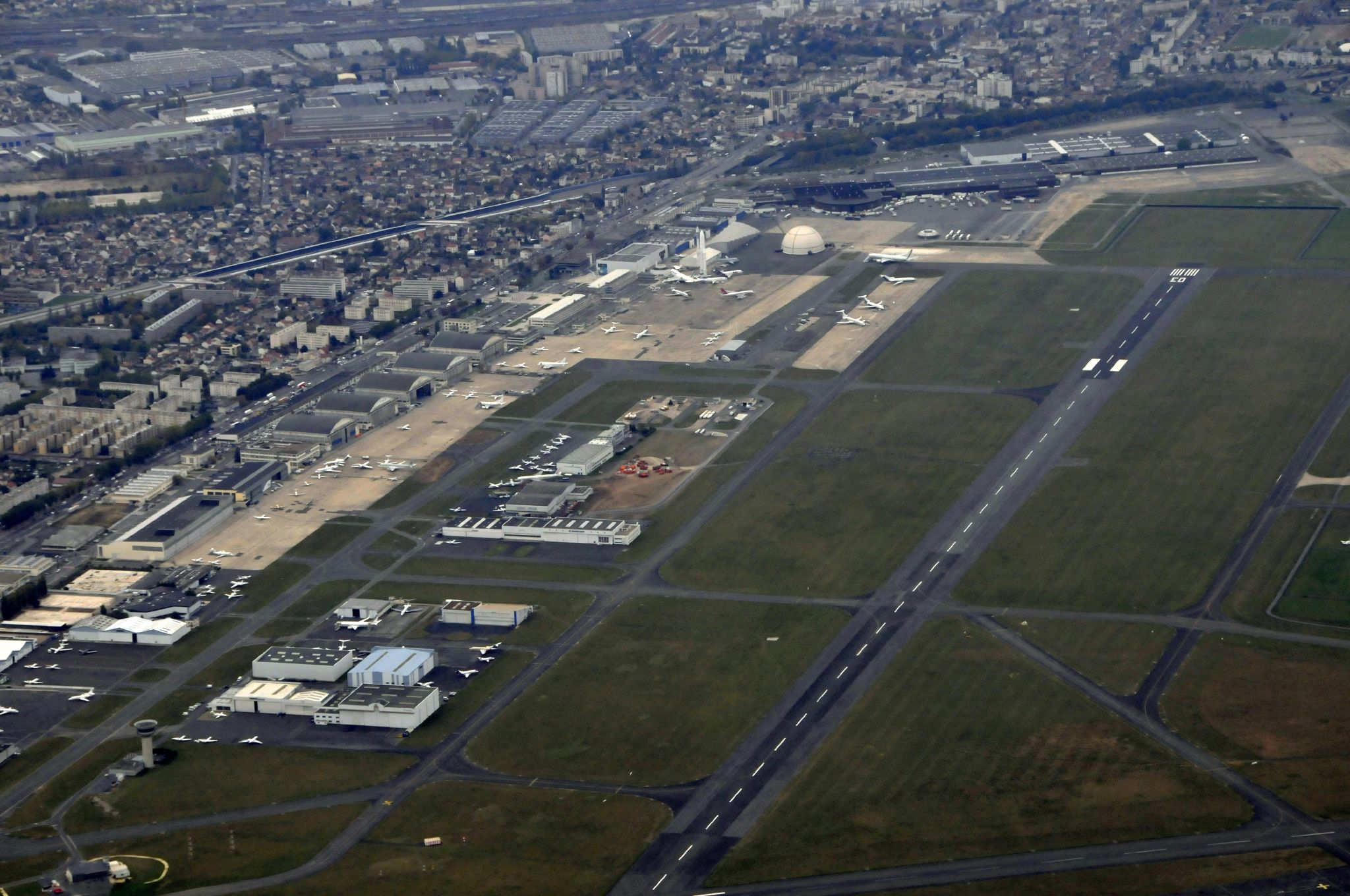
Le Bourget flygplats.

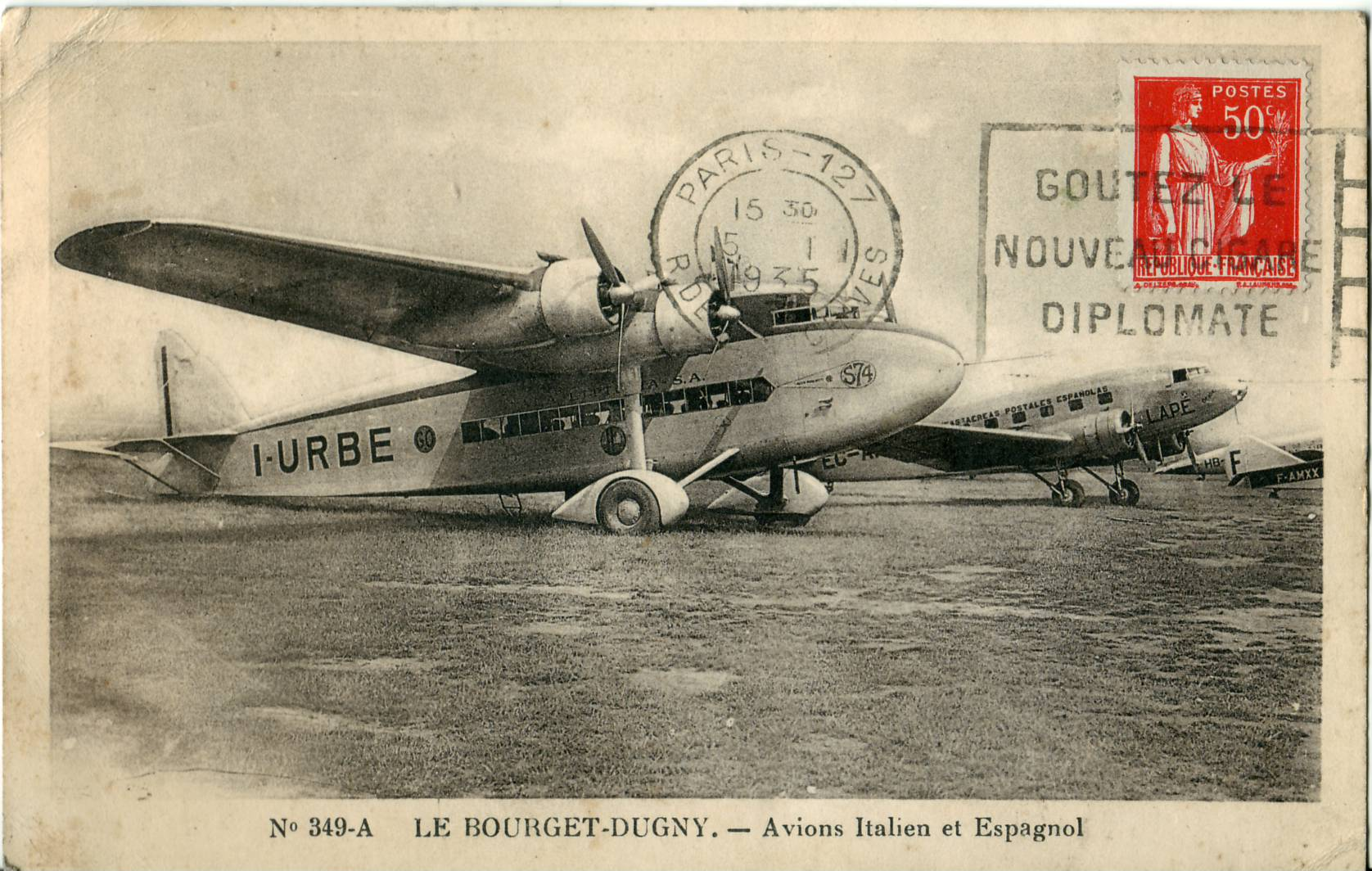
1930-talsvykort från flygplatsen.

Paris-Le Bourgets flygplats (franska: L'aérodrome du Bourget) är en flygplats i Le Bourget utanför Paris i Frankrike. Idag används den bara för flyguppvisningar och affärsjetplan/privatflyg. 
På flygplatsen ligger även franska flyg- och rymdmuseet (Musée de l'Air et de l'Espace), samt vartannat år (udda år, jämna år i Farnborough, Storbritannien) Paris Air Show. 
Flygplatsen började med kommersiella flygningar 1919 och var Paris enda flygplats tills Paris-Orly flygplats invigdes 1932. Annars är Le Bourget-flygplatsen mest känd för Charles Lindberghs historiska soloflygning över Atlanten 1927. 
År 1977 stängde flygplatsen för internationell reguljär trafik och 1980 för inrikes reguljär trafik.
Le Bourget var i oktober och december 1870 skådeplats för häftiga strider under tysk-franska kriget.